# Malouetia cubana
Malouetia cubana es una especie de planta dicotiledónea del género Malouetia de la familia Apocynaceae.

## Historia
Fue descrita científicamente por primera vez por Alphonse Pyrame de Candolle.